# 刁作謙

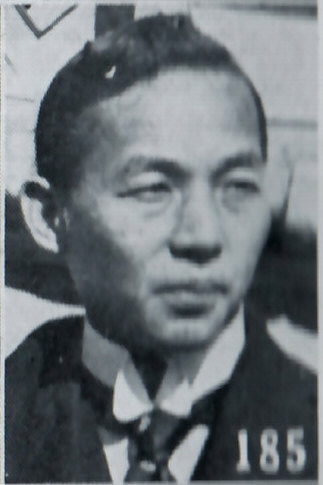

刁作謙（1880年11月14日—1974年12月1日），原名慶傳，字斐立，亦字成章，又名腓立。广東省嘉应州興寧县人，中華民国外交官、记者。

## 生平
10岁時，刁作謙随父亲移居檀香山。中学毕業後归国，入上海的私立聖约翰大学。1901年从该大学毕業後，前往英国留学，進入倫敦北部的一所學院學習拉丁文。翌年，他考入英国剑桥大学基督學院，先后获得文学士、法学士学位，1907年在英國中殿律師學院获得英國高等法院辯護士（即大律師）资格。1908年，他获得英国剑桥大学文学碩士学位，修讀此学位期間亦曾於英國謝菲爾德大學學習工程學。其後刁作謙在英国倫敦大學註冊為法學博士學位研究生，但未畢業。同年他任中国留学生監督秘書，翌年，他任中国留学生監督。
1910年（宣統2年），刁作謙归国，通过了留学生考试，获進士，授翰林院編修。辛亥革命爆发前後，任『北京日報』英語版主筆。1912年（民国元年），任中华民国北京政府外交部秘書、大总統秘書，後任駐英国公使館参赞。1914年（民国3年），兼任伦敦总領事事務。
1916年（民国5年）刁作謙再归国，任外交部帮办秘書。翌年，兼任国務院秘書帮办。以後，他在外交部历任各職，升任代理外交部情報局局長。1920年（民国9年）2月，任公立北京清華学校監督（即校董會主席）。9月，他任外交部参事兼和約討論会秘書長。
1921年（民国10年）8月，刁作謙任駐古巴公使。10月，兼任华盛顿会議中国代表团秘書長。翌年1月，兼任駐巴拿马特命全权公使。1926年（民国15年）归国。翌年任安国軍外交討論委員会委員、天津英租界回收委員会委員、外交部条約修訂委員会委員。
南京国民政府成立后，任北京税務学校教授、外交部条約委員会顧問。1929年（民国18年）至1931年（民国20年），任北平新聞社社長。1933年（民国22年），被外交部簡任秘書。同年9月，被派为署理驻新加坡总領事。1935年10月，升任正式的总領事（公使待遇），监督、指挥驻马来半島的各領事館。1936年（民国25年），他被召還，任外交部两广特派員。期間曾與當時港督郝德傑在香港殖民地政府迫遷九龍寨城居民的問題上鬧得勢成水火。1943年（民国32年）7月卸任。
1938年日军占领广州后，刁作谦迁居香港。1941年日军占领香港时，遭到日军扣留。1943年，藉口回鄉探望八十餘歲母親為名，乘機逃脫，此后在重庆的一家学校担任国际法教授。1945年日本投降后，他被调回外交部任顾问。
1949年中华人民共和国成立后，刁作謙迁居香港，投身教育，在聖保羅女子中學（當時又稱聖保羅下午校，即聖馬可中學的前身）教書，1952年任該校校長。同時，他亦出任香港崇正總會監事
在八秩和九秩晉一大壽時，蔣中正親書“壽”字中堂為其祝壽。1974年12月1日刁作謙在香港逝世。享年95岁。公祭由張發奎主祭。
刁作謙爱好体育，是网球、足球、高尔夫球的名手。晚年不時參加一些有關網球、高爾夫球的比賽。另外，刁作謙晚年住在香港九龍，並且為九龍塘花園俱樂部的網球隊隊長。

## 爭議
1925年春天，國民黨派報人董鋤平到古巴哈瓦那並居於中華會館。董鋤平在《民聲日報》發文攻擊北洋政府駐美洲使館，以及時任駐古巴公使刁作謙。董鋤平聯繫古巴報業同道，支持古巴海員罷工；又廣結當地華僑，不斷在報上指責刁作謙只作「洋奴公使」，對華僑受欺侮壓迫視而不見。刁作謙遂買兇到中華會館企圖刺殺董鋤平，被華僑工人及時發覺並把董轉移至工人家中，暴徒刺董不遂只得搗毀幾扇門窗，最後被華僑工人趕來驅趕。1925年7月12日，北京《京報》第五版報導了刁作謙“暗使暴徒，手攜武器，闖入中華會館行凶肇事”的消息。魯迅於7月16日致許廣平的信中，提到刁作謙這一“偉績”。這時，刁作謙聯合顧維鈞，向美國、古巴政府交涉，指董鋤平為共產黨，要求美、古巴政府驅逐他，古巴政府即下驅逐令，驅逐董鋤平。

## 軼事
1921年11月12日至1922年2月6日，在美國政府策動下，美、英、日等戰勝國為重新瓜分遠東和太平洋地區的殖民地和勢力範圍，在華盛頓召開會議，史稱華盛頓會議。由於事關中國利益，北京政府決定參加會議，刁作謙出任代表團秘書長。北京政府對於此次會議期望甚高，中國代表團先後向大會提交了關稅自主、山東問題、廢止二十一條、撤銷領事裁判權、交還租借地、取消各國勢力範圍、撤退外國軍警、撤廢無線電台等12項提案，希望藉此一洗巴黎和會時的恥辱。但是，操縱會議的西方列強極力維護其在華利益，不願滿足中國代表團的要求，形勢對中國大為不利。加之，在美、英安排下，12月1日中日兩國全權代表開始談判山東問題。但會談中，中國代表團太過軟弱，讓步太多。危急時刻，刁作謙挺身而出。12月初，他與代表團顧問梁如浩、周自齊、蔡廷幹辭職，抗議大會犧牲中國利益的做法。刁作謙等人的行動，讓列強大為驚詫，一時間轟動世界。刁作謙此舉絕非一時衝動。他見人便淚流滿面地訴說自己辭職的緣由：「吾人來此，以為大會必有大事業，至少可聽受中國陳訴，可杜絕搶劫行為，而非發表空言也。乃依據二十一條要求所得之權利，悉數保留，撤銷外郵，亦遇阻力，增收關稅，終被擱置。」大會連以往可以由一縣知事便可交涉撤廢的郵政一事，尚要組織委員討論，真一無所得。刁作謙不畏強權，敢於抗爭，甚為世人側目和讚賞。怨而抗爭辭職的刁作謙，儘管政府一再慰留，但拒絕復職。他還公告國人：我國不強，絕無可獲公道希望；惟有勵精圖治整頓陸軍，增高程度與西方相若，準備以實力博出頭地耳！
1922年1月刁作謙出任駐巴拿馬特命全权公使。到任不久遇著巴拿馬排華事件發生。古巴和巴拿馬一向同是受美國控制，敵視華僑的拉丁美洲國家。當時巴拿馬的外交部長受美國的指使，頒布限制華商華工活動的苛刻條例。中國使館當時是設在古巴的首都哈瓦那。在巴拿馬只設有領館，遇有必要時公使才去。這次排華事件，刁向巴拿馬外交部提出抗議，交涉多次不得要領，無從解決，於是請求謁見當時的巴拿馬總統貝利薩里奧·波拉斯·巴拉奧納，但外交部長說總統沒有空，不予轉達。於是只有繼續想辦法希望能打破難關。在無聊中，刁常赴郊區高爾夫球總會消悶。在那裡發現總統夫人是一個高爾夫球迷，並愛同球藝高超者練習。刁不獨是網球能手，而且也是高爾夫球的健將。在古巴參加全國比賽時曾名列亞軍。因此在球藝方面博得總統夫人的賞識，所以每天都約同刁赴球場練習球藝。正當總統夫人興高采烈時刁故意推辭表出心情不暢的狀態，引起她的猜疑，從而追問原委。他於是乘機透露此次來巴拿馬是欲謁見總統而未獲成功，因此納悶。總統夫人答應能夠使他會見總統，但要求他繼續陪同練習高爾夫球。數天后，她說總統府在周末開舞會，已將他的名字列入邀請名單，屆時可與總統會面。在跳舞會上又通過她的協助向總統獲得約會。與總統會談時期始獲悉排華苛例是由外交部長一手主持，總統尚未詳悉一切。談判進行得十分順利，在草擬修改條例時，刁作謙指出條例苛刻無理的部分並提出公平合理的修改意見，獲得總統同意，這一場交涉終得完滿結束。此亦是在資本主義國家中一段走內線的外交史也。
台灣已故作家高拜石在其《新編·左春風樓瑣記》一書中稱刁作謙為“外交悍將”，說他「前後四十年飽經世故，歷盡滄桑，多半為抑屈難伸的弱國外交，真難為這個老鬥士了。」1935年他出任中國駐新加坡總領事時，一位華僑因攤位爭執被當地警察擊斃。法庭判該華僑拒捕致擊斃。刁作謙據法力爭，說外國法官不懂英國法律，法官惱怒了。刁從容朗誦英法律：警察遇暴動須宣讀一項戒條方可開槍；誦畢刁說明他曾得英國高等法院辯護士（即大律師）執照。終於他使死者家屬得到賠償，警察也受到懲罰。
1936年刁作謙轉任外交部兩廣特派員。剛上任，便在九龍城寨問題上，展現了強勢交涉的外交作風。第一次鴉片戰爭後，香港被割讓給英國。緊靠香港的九龍半島居民，為了拒敵防敵，保衛國土，在1846年至1847年間興建了九龍城寨。1898年英國強租新界，清政府為在中國租借地中留一個據點，力主留下九龍城寨，以作為出入租界的通道和管轄的象徵。後來中國政府政權更替，政局混亂，九龍城寨漸為外交當局所遺忘，英國香港總督府在事實上取得了九龍城寨的管轄權。1933年6月，香港總督郝德傑藉口改善當地的衛生狀況，宣布以換地賠屋的辦法，要九龍城寨的全部居民遷往他處，並以1934年12月底作為最後期限。然而，居住該城寨的中國居民拒絕搬遷。為了抗議香港政府的恐嚇，他們還直接向國民政府投訴。這樣一來，九龍城寨主權歸屬問題重新進入人們視野。藉此機會，國民政府全面介入，與香港政府當局交涉收回該城寨主權。接到九龍城寨居民投訴後，國民政府外交部新任駐兩廣外交特派專員刁作謙，立即採取果斷行動。他一方面向外交部匯報情況，另一方面立刻派秘書凌士芬（亦為刁的女婿）到九龍城寨實地調查。凌士芬是自1899年以來，第一位進入九龍城寨宣示主權的中國官員。面對刁作謙的強硬做法，香港總督郝德傑極為不滿，認為侵犯了他的管治權，但刁作謙則認為這是中國主權問題，毫不退讓。刁作謙無視港督的行為，無疑是很不客氣地表明，九龍城寨主權屬於中國，不容置喙。九龍城寨居民則受刁作謙鼓舞，很多人推翻了原先同意遷出城寨的承諾。此幕交涉後因中日戰爭全面爆發而不了了之，九龍城寨問題成為中英間的一個懸案。

## 家庭
父親刁晏平為夏威夷檀香山一位華商。刁作謙有一位胞兄刁振謙，一位胞弟刁敏謙。三兄弟一生都與上海聖約翰大學存在密切關係。
胞兄刁振謙（Tiao Hsin-teh / Edward Sintak Tyau，1878年－1958年）原名慶湘，字信德。早年畢業於上海聖約翰大學醫科。光緒三十年（1904年）應同學顏福慶（外交名宿顏惠慶之弟）之邀赴南非約翰內斯堡多本金礦當華工醫師，受礦工的愛戴和尊重，一年後回國並繼續上學。1909年畢業，獲醫學博士，並留校任教。1912年赴美國賓夕法尼亞大學深造，獲衛生學博士、熱帶病學博士學位。1915年學成回國，此後歷任上海同仁醫院內科主任、上海紅十字醫院院長、聖約翰大學醫學部教授、教務長和院長、同仁和宏仁醫院主席董事等職，同時在上海開業行醫。作為虔誠的基督徒，他熱心於社會公益事業，參與創建中華醫學會，先後任中華醫學會上海分會會長、約大同學會會長、中華健康協會會長。20世紀初國內麻風病肆虐，因是傳染病，一般診所不敢收留也無法醫治。刁信德回國頭一年率先在同仁醫院創立麻風科，採取一套救治和預防措施，包括用大楓子治療，收效明顯。後又發起組織中華麻風救濟會，設立中華麻風療養院。他的社會兼職很多，但他的心一直在約大，在母校執教30餘年。1942任約大醫學院院長，1946年任代理校長及實驗小學校長。1958年逝世，享年八十歲。其子刁友道（1908年－1984年），1934年畢業於約大醫學院。同年赴美國賓夕法尼亞大學醫學院進修肺內科，獲學士學位，1939年回國。1955年生任上海衛生局顧問、上海結核病中心防治所主任。刁友道的次子、刁信德之孫刁友公在1946年畢業於約大醫學院，後赴美國留學和定居。
胞弟刁敏謙（Tiao Min-chien / T. Z. Tyau，1888年－1970年）原名慶槐，字德仁，中華民國學者、記者、律師、外交官。生於光緒十二年（1888年）七月二日。早年随父親移居檀香山，曾就讀於伊奥拉尼書院。1900年回國入上海聖約翰大學，於1907年2月畢業。1909年赴英國留學，考入英國倫敦大學。在英國倫敦大學就讀期間，因為給《泰晤士報》等報刊投稿而耽誤學業，推遲學成回國。1917年2月於該校獲法學博士學位，論文為《中國與各國間條約引發的法律責任問題》。回國後歷任清華大學教授、華盛頓會議中國代表團秘書、中俄會議議事宜督辦公署科長、中國法權調査委員會秘書、關稅特別會議籌備處會辦、《中國社會和政治科學評論》總編輯、外交部秘書。1929年國民政府時期歷任外交部參事及情報宣傳司司長、外交部條約委員會會員、外交部顧問；關稅會議起草委員會副主任及大會祕書、外交部顧問參事。1940年起隱居上海，擔任母校聖約翰大學政治系外交學教授，拒絕汪偽政府邀請。1949年後曾被選為聖約翰大學校董，1950年更出任副董事長。1952年退休，1970年病逝於上海。刁敏謙一生著書甚多，計有《中國國際條約義務論》（以他的博士論文《中國與各國間條約引發的法律責任問題》為核心，從國際公法立場來研究中國所籤的種種條約和協定的內容、範圍和限制）、《中國新憲法與國際問題》（1918年，研究中國參加一戰後的外交關係：日本警察在中國保護僑民而違背治外法權條約的問題和中國將要參加巴黎和會應注意修改不平等條約種種問題） 、《中國在1918》（1919年） ，《中國人眼裡的倫敦》（1920年）、《覺醒的中國》（1922年）、《中華民族的貳年》（1930年）。刁敏謙有一子兩女，女兒分別名叫刁美華、刁蓓華。刁敏謙的兒子刁國華畢業於聖約翰大學土木工程系，其後留校任教，1949後長期在國家建工部和建材部工作，2006年去世。
第一個妻子是英國人，無所出，由他的父母作主收養子女各一人，名字待查。子在清華大學畢業後早夭。女嫁給金陵女子大學的教師凌士芬。刁任兩廣外交特派員時，凌任他的秘書。在古巴公使任內，他與第一個英國人妻子分居，再與一英國女子丁斯特氏結婚生子一人。1926年卸任攜眷回國，第二個英國人妻子在京感染天花痘症不治身亡。第三個妻子是中國人，生子女數人。